# Marksten
Marksten eller gærdesten er natursten med en størrelse på fx 15-35 cm, som i en tilsyneladende endeløs strøm dukker op på markernes overflade, hvor de er i vejen for mejetærskere og andre maskiner.
Sten arbejder sig op, fordi jorden skiftevis fryser og tør. Om vinteren fryser jorden fra overfladen og ned. Sten leder kulden bedre end jord, og undersiden af stenen afkøles og fryser dermed hurtigere i en større dybde. Det vand, der findes i jorden, vil søge mod den front, der fryser, idet trykket er lavest der, og der herved kan dannes en islinse på undersiden af stenen. Det kan presse stenen opad, da vand udvider sig, når det fryser.
Om foråret tør jorden nedefra og op på grund af jordvarmen. Islinsen under stenen bliver til vand og derefter opstår et hulrum, når vandet drænes væk, og dermed kan jorden omkring stenen falde ned i hulrummet og forhindre stenen i at falde på plads. Dermed har stenen passivt bevæget sig opad. Denne proces foregår hver vinter indtil flere gange, alt efter hvor mange perioder der er med tø og frost.